# Javier Casqueiro
Javier Casqueiro, (Ferrol, 1962) es un periodista español.

## Biografía
De niño se trasladó a Madrid con su familia y estudió en colegios e institutos de esa ciudad. Se licenció en Periodismo por la Universidad Complutense de Madrid.
A mediados de la década de 1980 comenzó a trabajar en La Voz de Galicia y en 1990 se trasladó a Madrid para trabajar en el diario El País, donde se ocupó primero de información local y luego de información política. Cubrió la información relacionada con el Partido Popular en la época del gobierno de José María Aznar. Fue corresponsal parlamentario en el Congreso de los Diputados. En 2002 partió como corresponsal de ese mismo periódico en Washington D. C.
En 2005 abandonó ese medio y regresó a España para dirigir la sección Nacional (información política española) de la cadena de televisión Cuatro y CNN+.
En 2010 regresó a El País para asumir la dirección de la sección Nacional y Política. En 2015 se trasladó a Rabat, donde fue corresponsal del mismo periódico para los países del Magreb.
Colabora en tertulias de radio y televisión.